# 烏斯季亞 (卡緬涅茨-波多利斯基區)
48°34′12″N 26°38′38″E / 48.57000°N 26.64389°E
烏斯季亞（烏克蘭語：Устя），是烏克蘭的村落，位於該國西部赫梅利尼茨基州，由卡緬涅茨-波多利斯基區負責管轄，始建於1403年，面積1.2平方公里，2001年人口529。